# 안토닌 킨스키
안톤 킨스키(체코어: Antonín Kinský, 1975년 5월 31일, 프라하 ~)는 체코의 전직 프로 축구 선수로, 현역 시절 골키퍼로 활약했다. 그는 체코 리그에서 9년을 활약했고, 2002년에는 슬로반 리베레츠에서 리그를 우승했다. 그는 이후 러시아 무대로 발을 돌려 사투른 라멘스코예에 입단했다. 그는 러시아에서 7년을 활약하며 200번의 공식 경기에 출전했고, 2007년에는 러시아 프리미어리그 올해의 골키퍼로 지명되었다.
킨스키는 자국 국가대표팀 경기에 5번 출전했다. 그는 체코 국가대표팀 일원으로 유로 2004와 2006년 월드컵에 참가했지만, 두 대회에서 단 1경기도 출전하지 못했다.

## 클럽 경력

### 초기 경력
킨스키는 초년 시절에 두클라 프라하를 비롯해 여러 구단에서 활약했고, 그에 앞서 보헤미안스를 거치기도 했다. 그는 이후 모톨레트 프라하와 므젤니크에 임대되기도 했다. 킨스키는 두클라 소속으로 1. 체스카 포트발로바 리가 승격을 이룩했고, 이후 1년을 더 동행했다.

### 슬로반 리베레츠
킨스키는 1998년에 슬로반 리베레츠로 이적했고, 1년차에 포하르 FACR 결승전까지 올랐다. 1999년 여름, 킨스키는 엄지 골절로, 1999-2000 시즌 전반기를 결장했고, 이후 골키퍼 자리를 즈비느제크 하우즈르와 후반기에 교대로 출전했다. 리베레츠는 1999-2000 시즌을 포하르 FACR 우승으로 마무리했다.
2000년 7월, 킨스키는 감염성 단핵구증 진단을 받아 프라하 군병원에서 재활에 들어가 2000-01 시즌 가을 전반기를 결장했다. 그 다음 시즌, 그는 시즌 초에 연속 무실점 경기를 치렀다. 리베레츠는 2001-02 시즌에 UEFA컵 8강 진출과 1. 체스카 포트발로바 리가 우승을 거두었다.
2002년 10월, 조지아 수도 트빌리시에서 열린 UEFA컵 경기에서, 킨스키는 관중이 던진 병을 맞았는데, 이 경기에서 1-0으로 이기며 합계 4-2로 이겼다. 관중 소요 사건으로 경찰 3명이 부상당하기도 했다. 그는 2002년 10월에 0-4로 패한 빅토리아 지슈코프와의 리그 경기에 출전했는데, 그는 이 경기를 "인생 최악의 경기"로 회고했다. 킨스키는 2002년 11월에 더 많은 성과를 냈는데, 입스위치 타운과의 2차전 2경기에서 연장전 끝에 비긴 후 승부차기에서 두 명을 막아냈다. 이 경기에서 승리한 슬로반 리베레츠는 3차전에 올랐지만, 부상으로 파나티나이코스와의 2차례 맞대결을 모두 결장했다. 킨스키의 계약이 2004년 여름에 만료될 예정이었는데, 그는 2003-04 시즌 이후로 구단과 계약 연장 협상이 결렬되었다. 그는 자국 리그를 떠난 시점에 체코 축구 1부 리그에서 총 137번의 경기에 출전했다.

### 러시아 무대
킨스키는 2004년 1월에 러시아의 사투른 라멘스코예로 처음에 3년 계약을 맺고 입단했다. 킨스키는 튀르키예의 전지훈련장에서 1월 6일에 2004년 러시아 프리미어리그 시즌을 앞두고 합류했다. 그는 2004년 시즌의 처음 6경기에 교체로 출전했고, 이후 주전 골키퍼로 활약하기 시작했다. 2005년, 그는 부주장으로 임명되어 빅토르 오놉코 주장의 부재시에 주장 완장을 찼다.
2006년 월드컵 종료 후, 킨스키는 구단과의 계약을 3년 더 연장했다. 2007년, 그는 러시아 프리미어리그 올해의 골키퍼로 선정되었다. 2008년 9월, 그는 톰 톰스크와의 경기에서 100번째 1부 리그 무실점 경기를 펼쳐, 체코 선수로는 이 업적을 달성한 17번째 골키퍼가 되었다. 2008년 10월, 킨스키는 페트르 체흐의 후보로 첼시 입단 제의를 받았지만, 이후 거절했다. 2010년 11월, 킨스키는 구단의 200번째 공식 경기에 출전했다. 2010년 시즌 마지막 경기를 앞두고, 그는 구단에서 출전한 횟수인 201의 등번호가 새겨진 유니폼을 받았다. 그러나, 부상으로 킨스키는 이 경기를 결장해, 그가 출전한 공식 경기는 200번이었다. 그는 2010년 12월에 사투른과의 계약이 만료되어 떠났다.

## 국가대표팀 경력
킨스키는 1992년에 체코슬로바키아 U-17 국가대표팀에서 활약했는데, 2경기를 출전했다. 그는 1997년에 체코 U-21 국가대표팀에서 3경기 출전했다.
킨스키는 카렐 브뤼크네르 감독의 부름을 받아 2002년 2월에 키프로스에서 열린 친선 대회를 앞두고 체코 국가대표팀에 차출되었다. 그는 페트르 체흐와 마르틴 바니아크와 함께 명단에 이름을 올린 출전 경력이 없는 세 골키퍼였다. 그는 2월 13일에 키프로스를 상대로 첫 경기를 치렀는데, 그는 후반전에 출전했고, 결과는 4-3 승리였다.
킨스키는 유로 2004와 2006년 월드컵 두 주요 대회에서 체코 선수 명단에 이름을 올렸지만, 한 경기도 출전하지 못했다. 그는 2002년부터 2004년까지 체코 국가대표팀 경기에 5번 출전했다. 그는 2006년에 "A2" 국가대표팀 경기에도 1번 출전했는데, 3월 1일에 튀르키예 B와의 경기에 후반전 출전했다.

## 은퇴 후
킨스키는 은퇴 후 템포 프라하 유소년부의 골키퍼 코치를 맡았고, 향후 프로 무대에서 총감독이 아닌 골키퍼 코치를 맡을 의사를 밝혔다.

## 사생활
킨스키는 학교에서 러시아어를 배웠다. 그와 배우자 마르티나 사이 안토닌과 안드레아 두 명의 자식을 두고 있고, 둘 모두 체육 활동에 종사한다. 그의 아들은 2012년에 템포 프라하 유소년부에 속해 있었다.

## 경력 합계

### 클럽
출처:
| 클럽              | 시즌      | 리그                      | 리그 | 리그 |
| 클럽              | 시즌      | 리그명                    | 출장 | 골   |
| ----------------- | --------- | ------------------------- | ---- | ---- |
| 프르지브람        | 1995–96   | 2. 체스카 포트발로바 리가 | 30   | 0    |
| 두클라            | 1996–97   | 2. 체스카 포트발로바 리가 | 20   | 0    |
| 두클라            | 1997–98   | 1. 체스카 포트발로바 리가 | 22   | 0    |
| 두클라            | 합계      | 합계                      | 42   | 0    |
| 슬로반 리베레츠   | 1998–99   | 1. 체스카 포트발로바 리가 | 28   | 0    |
| 슬로반 리베레츠   | 1999–2000 | 1. 체스카 포트발로바 리가 | 5    | 0    |
| 슬로반 리베레츠   | 2000–01   | 1. 체스카 포트발로바 리가 | 13   | 0    |
| 슬로반 리베레츠   | 2001–02   | 1. 체스카 포트발로바 리가 | 30   | 0    |
| 슬로반 리베레츠   | 2002–03   | 1. 체스카 포트발로바 리가 | 25   | 0    |
| 슬로반 리베레츠   | 2003–04   | 1. 체스카 포트발로바 리가 | 14   | 0    |
| 슬로반 리베레츠   | 합계      | 합계                      | 115  | 0    |
| 사투른 라멘스코예 | 2004      | 러시아 프리미어리그       | 21   | 0    |
| 사투른 라멘스코예 | 2005      | 러시아 프리미어리그       | 29   | 0    |
| 사투른 라멘스코예 | 2006      | 러시아 프리미어리그       | 27   | 0    |
| 사투른 라멘스코예 | 2007      | 러시아 프리미어리그       | 28   | 0    |
| 사투른 라멘스코예 | 2008      | 러시아 프리미어리그       | 28   | 0    |
| 사투른 라멘스코예 | 2009      | 러시아 프리미어리그       | 29   | 0    |
| 사투른 라멘스코예 | 2010      | 러시아 프리미어리그       | 20   | 0    |
| 사투른 라멘스코예 | 합계      | 합계                      | 182  | 0    |
| 경력 합계         | 경력 합계 | 경력 합계                 | 369  | 0    |

참고
1. ↑  NFT는 두클라 프라하로 명시되어 있지만, 두클라 프라하는 1995-96 시즌에 체코 2부 리그에 소속되지 않았다.
2. ↑  NFT는 1골을 기록한 것으로 되어 있지만, 예르자베크의 도움이 아니다.

### 국가대표팀
출처:
| 체코 | 체코 | 체코 |
| 연도 | 출장 | 골   |
| ---- | ---- | ---- |
| 2002 | 3    | 0    |
| 2004 | 2    | 0    |
| 합계 | 5    | 0    |

## 수상

### 클럽
슬로반 리베레츠
- 1. 체스카 포트발로바 리가: 2001–02
- 포하르 FACR: 1999–2000

### 국가대표팀
체코
- 유럽 선수권 대회 4강: 2004[5]